# Julia Helmke
Julia Helmke (* 1969 in Freising) ist eine deutsche evangelische Theologin. Seit Juli 2025 ist  sie Generalsuperintendentin des Sprengels Berlin der Evangelische Kirche Berlin-Brandenburg-schlesische Oberlausitz und war vom 1. Juli 2017 bis zum 30. September 2021  Generalsekretärin des Deutschen Evangelischen Kirchentages.

## Leben
Julia Helmke stammt aus der bayerischen Landeskirche. Von 1990 bis 1996 studierte sie Evangelische Theologie in Neuendettelsau, Rostock, Berlin, Montpellier, Heidelberg und San Jose in Costa Rica. Anschließend absolvierte sie ihr Vikariat in Fürstenried, arbeitete im Landeskirchenamt München für ein Projekt zur europäischen Ökumene, der Implementierung der Charta Oecumenica, und für den Lutherischen Weltbund. Von 1999 bis 2002 studierte Helmke Kulturjournalismus mit Schwerpunkt Filmkritik an der Hochschule für Fernsehen und Film München. Seit 2001 war sie Lehrbeauftragte im Bereich Christliche Publizistik an der Friedrich-Alexander-Universität (FAU) Erlangen-Nürnberg, wo sie 2005 zu Geschichte und Kriterien evangelischer Filmarbeit promovierte. Seit 2015 lehrt sie dort als Honorarprofessorin für Christliche Publizistik.
Von 2005 bis 2015 leitete sie den Bereich „Kirche im Dialog“ im Haus kirchlicher Dienste in Hannover und war zuletzt dessen stellvertretende Direktorin. Als Kulturbeauftragte der hannoverschen Landeskirche hat sie unter anderem Kulturpreise und einen Fonds für kirchliche Kulturarbeit initiiert. Seit 2015 arbeitete sie als Referatsleiterin für gesellschaftspolitische Grundsatzfragen im Bundespräsidialamt und war hier für die Auftritte des Bundespräsidenten bei Kirchen- und Katholikentagen zuständig, aber auch für die Bereiche Literatur und Film, Kirchen und Religionsgemeinschaften, Gedenken und Engagementpolitik. Sie ist ausgebildete geistliche Begleiterin. Von 2017 bis 2021 amtierte sie als Generalsekretärin des deutschen evangelischen Kirchentages. Im Anschluss war sie bis 2025
Oberkirchenrätin und Leiterin des Referates für Theologie, Gottesdienst und Kirchenmusik im Landeskirchenamt der hannoverschen Landeskirche. In dieser Funktion war sie u. a. zuständig für Theologische Grundsatzfragen und das Zentrum für Gottesdienst und Kirchenmusik im Michaeliskloster Hildesheim.
In ihrer Funktion als Generalsekretärin war Helmke für die strategische Weiterentwicklung des Kirchentages und den Aufbau und die Pflege von Netzwerken in Kirche und Gesellschaft verantwortlich. Sie leitete das Zentrale Büro in Fulda und war für die hauptamtliche Begleitung der ehrenamtlichen Führungsgremien des Kirchentages sowie die kollegiale Führung des hauptamtlichen Leitungsteams zuständig. Seit 2003 gehört sie zum Vorstand von interfilm, der internationalen protestantischen Filmorganisation, und übernahm 2013 ehrenamtlich dafür die Präsidentschaft.
Sie publiziert und bildet fort im Bereich Religion und Film sowie Kirche und zeitgenössische Künste. Sie ist regelmäßig als Jurorin auf Festivals tätig.

## Gremien und Mitgliedschaften
- Seit 2018 Mitglied im Aufsichtsrat des Gemeinschaftswerkes der Evangelischen Publizistik
- Seit 2017 Mitglied im Kuratorium der Stiftung der Evangelischen Akademie zu Berlin
- Seit 2014 Mitglied in der Projektleitung der internationalen Forschungsgruppe Film und Theologie und Mitglied im Advisory Board des Journal for Religion, Film and Media (JRFM)
- Seit 2002 Mitglied in verschiedenen Jurys und Arbeitsgruppen im Bereich Kunst und Kultur im kirchlichen und nicht-kirchlichen Bereich
- Seit 2013 Präsidentin der internationalen ökumenischen Filmorganisation INTERFILM